# Aunan Sepakat
Aunan Sepakat is een bestuurslaag in het regentschap Aceh Tenggara van de provincie Atjeh, Indonesië. Aunan Sepakat telt 266 inwoners (volkstelling 2010).